# Машева
Машева (пол. Maszewa) — польский дворянский герб.

## Описание
В зелёном поле два золотых ключа бородками вверх наружу в косой крест, над ними шестилучевая звезда; поверх красный пояс с серебряной каймой по краям.
На щите дворянский коронованный шлем. Нашлемник: три страусовых пера. Намет на щите справа зелёный с золотом, слева красный с серебром.

## Герб используют
Игнатий, сына Якуба Машевского, г. Машева, бурмистр гор.Сейны, жалован 12.05.1842 дипломом на потомственное дворянское достоинство Царства Польского.